# Bembidion hirmocaelum
Bembidion hirmocaelum är en skalbaggsart som beskrevs av Maximilien de Chaudoir 1850. Bembidion hirmocaelum ingår i släktet Bembidion, och familjen jordlöpare. Arten har ej påträffats i Sverige.